# Coelopisthia suborbicularis
Coelopisthia suborbicularis är en stekelart som först beskrevs av Léon Abel Provancher 1881.  Coelopisthia suborbicularis ingår i släktet Coelopisthia och familjen puppglanssteklar. Inga underarter finns listade i Catalogue of Life.